# Sudski nalog
Sudski nalog je pravni i pravični lek u obliku posebnog sudskog naloga koji primorava stranku da učini ili se uzdrži od određenih dela. „Kada sud primeni vanredni pravni lek zabrane, on usmerava ponašanje stranke i to uz podršku svojih punih prinudnih ovlašćenja.” Stranka koja ne postupi po zabrani suočava se sa krivičnim ili građanskim kaznama, uključujući moguće novčane sankcije, pa čak i zatvor. Oni takođe mogu biti optuženi za nepoštovanje suda. Protivpokretanja su zabrane kojima se zaustavlja ili poništava izvršenje druge zabrane.

## Obrazloženje
Sudski nalog je nepristran pravni lek, odnosno lek koji je potekao iz engleskih sudova pravičnosti. Kao i drugi pravični pravni lekovi, tradicionalno se daje kada se nepravda ne može efikasno otkloniti dosuđivanjem novčane oštete. (Doktrina koja to odražava je zahtev da se zabrana može izreći samo kada „u zakonu ne postoji odgovarajući pravni lek.”) Zabrane imaju za cilj da ponovo učine celim nekoga čija su prava povređena. Uprkos toga, prilikom odlučivanja da li će izdati zabranu, sudovi takođe uzimaju u obzir interese nestranačkih lica (odnosno javni interes). Pri odlučivanju da li da izdaju zabranu i o tome koliki bi trebalo da bude njen opseg, sudovi posebnu pažnju posvećuju pitanjima pravičnosti i dobre vere. Jedna od manifestacija ovoga je da su zabrane podložne pravičnoj odbrani.
Sudski nalozi se daju u mnoštvu različitih vrsta slučajeva. Oni mogu zabraniti buduće kršenje zakona, poput neovlašćenog ulaska u nepokretnu imovinu, povrede patenta ili povrede ustavnog prava (npr. slobodno praktikovanje religije). Ili mogu zahtevati od okrivljenog da popravi prošle povrede zakona.
Sudski nalozi mogu zahtevati da neko nešto preduzme, poput čišćenja izlivene nafte ili uklanjanja ograde podignute iz inata. Ili se može nekome zabraniti da nešto učini, na primer, korišćenje nezakonito stečene poslovne tajne. Zabrana koja zahteva dato ponašanje naziva se „mandatornom zabranom”. Sudski nalog koja zabranjuje dato ponašanje naziva se „nalog zabrane”. Mnoge zabrane spadaju u obe kategorije - to jest, imaju i obavezne i zabranjujuće komponente, jer zahtevaju jedno ponašanje i zabranjuju drugo ponašanje.
Kada se izda sudska zabrana, ona se može primeniti pravednim mehanizmima izvršenja sudske odluke. Takođe se može izmeniti ili razrešiti (na odgovarajući zahtev sudu) ako se okolnosti promene u budućnosti. Ove karakteristike zabrane omogućavaju sudu da dozvoli nekom da upravlja ponašanjem strana. To je najvažnija razlika između sudskog naloga i jednog drugog nemonetarnog pravnog leka u američkom zakonu, deklarativne presude. Drugi način na koji se razlikuju ova dva pravna sredstva je taj što je deklarativna presuda ponekad dostupna u ranijim tačkama spora nego što je sudski nalog.

## Širom sveta

### Australija
U državi Novi Južni Vels sud može da izda nalog za pretpostavljeno nasilje (AVO) osobi koja se plaši nasilja, uznemiravanja, zlostavljanja ili vrebanja. Nalog zabranjuje okrivljenom da napada, uznemirava, preti, vreba ili zastrašuje osobu koja je zatražila nalog. Mogu biti uključeni i drugi uslovi, kao što je zabrana kontakta osobe, ili pokušaja nalaženja osobe onlajn. Sud može da izda nalog ako veruje da osoba ima razumne razloge za svoj strah. Nepoštovanje zakona može rezultirati izricanjem novčane kazne, zatvorom, ili oba, i deportacijom.

### Sjedinjene Dr\ave

#### Forme
Zabrane u Sjedinjenim Državama imaju tri glavna oblika, privremene, preliminarne i trajne zabrane. U slučaju privremenih zabrana približavanja, kao i kod preliminarnih zabrana, obično je cilj očuvanje statusa kvo dok sud ne bude mogao da odluči u slučaju.

##### Privremene mere zabrane približavanja
Posebna vrsta zabrane koja se može izdati pre suđenja naziva se „privremena zabrana približavanja” ili TRO. TRO se može izdati bez obaveštenja druge strane ili saslušanja. TRO se daje samo na kratak vremenski period, pre nego što sud može da zakaže ročište na kojem se obuzdana osoba može pojaviti i osporiti nalog. Ako se TRO osporava, sud mora odlučiti da li će izdati preliminarnu zabranu. Privremene mere zabrane približavanja često se izdaju, ali ne isključivo, radi sprečavanja nasilja u porodici, vrebanja, seksualnog napada ili uznemiravanja.

##### Preliminarne zabrane
Pre suđenja mogu biti izdate preliminarne zabrane. Budući da se izdaju u ranoj fazi, pre nego što sud sasluša dokaze i donese odluku u slučaju, one se ređe daju. Zahtevi za preliminarne zabrane imaju tendenciju da budu isti kao i za trajnu zabranu, uz dodatni zahtev da će stranka koja traži zabranu verovatno uspeti u ostvarivanju zakonskih prava.

##### Trajne zabrane
Trajne zabrane izdaju se nakon suđenja. Različiti savezni i državni sudovi ponekad imaju donekle različite zahteve za dobijanje trajne zabrane. Vrhovni sud navodi tradicionalni test od četiri faktora u slučaju eBay Inc. v. MercExchange, L.L.C.:
- tužilac je pretrpeo nepopravljivu povredu;
- pravni lekovi su neadekvatni u nadoknađivanje te povrede;
- uzimajući u obzir ravnotežu tegoba između tužioca i tuženog, pravični lek je opravdan; i
- javni interes ne bi bio zadovoljen običnom zabranom.

Istraživanje ravnoteže poteškoća ponekad se naziva i „odbrana neprimerene tegobe”.

#### Antitrust
DOJ i FTC su istraživali nosioce patenata u Sjedinjenim Državama zbog traženja preliminarnih zabrana protiv optuženih kršilaca esencijalnih standardnih patenata ili patenata koje nosilac patenta mora licencirati pod razumnim i nediskriminatornim uslovima. U toku je debata među pravnim i ekonomskim naučnicima sa znatnim implikacijama na antitrustovsku politiku u Sjedinjenim Državama, kao i u drugim zemljama, o zakonskim ograničenjima prava nosioca patenta da traži i pribavi pravnu zaštitu protiv kršilaca esencijalnih suštinskih patenata. Pozivajući se na zabrinutost zbog odsustva konkurencije sa kojom se suočava nosilac patenta nakon što je njegova tehnologija povezana sa standardom, neki naučnici tvrde da bi se nosilac standardnog esencijalnog patenta trebao suočiti sa antitrustovskom odgovornošću kada traži zabranu protiv implementatora standarda. Drugi naučnici tvrde da nosioci patenata ugovorom nisu sprečeni da sprovode zabrane zbog standardno esencijalnih patentnih zahteva i da je zakon o patentima već sposoban da utvrdi da li će zabrana protiv prekršioca standardnih esencijalnih patenata nametati neto trošak potrošačima, čime se umanjuje uloga sprovođenja antitrusta.

### Ujedinjeno Kraljevstvo

#### Superzabrane
U Engleskoj i Velsu je moguće izdavanje zabrane čije postojanje i detalji ne moraju da budu pravno izvešteni, pored činjenica ili optužbi koji ne bivaju objavljeni; one su neformalno zvane „supernaredbama”.
Jedan primer je superzabrana koju su u septembru 2009. godine pokrenuli advokati Karter-Raka u ime trgovca naftom Trafigura, zabranjujući izveštavanje internog izveštaja Trafigure u vezi sa skandalom deponije toksičnog otpada Obale Slonovače 2006. godine. Postojanje superzabrane je otkriveno tek kada je na nju upućeno parlamentarno pitanje koje je naknadno distribuirano na Internetu (parlamentarna privilegija štiti izjave poslanika u parlamentu za koje bi se inače smatralo da su nepoštivanje suda). Pre nego što je to moglo da se ospori na sudu, zabrana je bila izmenjena kako bi se omogućilo izveštavanje o pitanju. Po dugoj pravnoj tradiciji, parlamentarni postupci mogu se objavljivati bez ograničenja. Parlamentarni postupci su pokriveni apsolutnom privilegijom, ali izveštavanje tih postupaka u novinama pokriveno je samo kvalifikovanom privilegijom. Još jedan primer upotrebe supernaređenja bio je slučaj klevete u kojem je tužilac koji je tvrdio da su ga članovi porodice klevetali u sporu oko višemilionskog porodičnog fonda stekao anonimnost za sebe i svoje rođake.
Roj Grinslejd pripisuje zasluge bivšem uredniku časopisa Gardijan, Alanu Rasbrajdžeru, koji je u članku o aferi Trafigura smislio reč „superzabrana” u septembru 2009. godine.
Termin „hiperzabrana” takođe se koristi za opis zabrane slične superzabrani, ali takođe uključuje naredbu da se o zabrani ne sme razgovarati sa članovima parlamenta, novinarima ili advokatima. Jedna poznata hipernaredba dobijena je na Visokom sudu 2006. godine, sprečavajući njenog subjekta da kaže da se boja koja se koristi u rezervoarima za vodu na putničkim brodovima može razložiti i osloboditi potencijalno toksične hemikalije. Ovaj primer postao je javno poznat u Parlamentu pod parlamentarnom privilegijom.
Do maja 2011. godine, časopis Privatno oko je tvrdio da je upoznat sa 53 superzabrane i anonimiziranim privatnim zabranama, iako je izveštaj Lorda Neubergera o upotrebi superzabrana otkrio da su od januara 2010. godine dodeljene samo dve superzabrane. Mnogi medijski izvori su pogrešno opisivali sve zabrane govora kao superzabrane. Široko raširena medijska pokrivenost superzabrana dovela je do opadanja njihovog broja nakon 2011. godine; međutim četiri su odobrene u prvih pet meseci 2015.

## Spoljašnje veze
- On the Difference Between Lawsuit, a Restraining Order, and an Injunction